# 索莫瓦鄉
45°11′N 28°40′E / 45.183°N 28.667°E
索莫瓦鄉（羅馬尼亞語：Comuna Somova, Tulcea），是羅馬尼亞的鄉份，位於該國東南部，由圖爾恰縣負責管轄，面積145平方公里，海拔高度26米，2002年人口4,523，人口密度每平方公里31人。